# Rhipidia proliferata
Rhipidia proliferata är en tvåvingeart som först beskrevs av Alexander 1940.  Rhipidia proliferata ingår i släktet Rhipidia och familjen småharkrankar. Inga underarter finns listade i Catalogue of Life.